# Phantom of the Night
Phantom of the Night è il sesto album in studio dei Kayak, registrato nel 1978.

## Descrizione
Il disco contiene il singolo Ruthless Queen, il brano più famoso e popolare della band olandese.
Il seguente lavoro contamina venature prog con melodie appartenenti al genere sinfonico. Presenta, inoltre, due ballate acustiche.
Esistono due differenti copertine dell'album, una realizzata per il mercato americano e un'altra, invece, rivolta al pubblico europeo.

## Tracce
Lato 1
1. Keep the Change – 3:38 (T. Scherpenzeel)
2. Winning Ways – 3:35 (I. Linders/T. Scherpenzeel)
3. Daphne (Laurel Tree) – 5:06 (I. Linders/T. Scherpenzeel)
4. Journey Through Time – 3:24 (I. Linders/T. Scherpenzeel)
5. Phantom of the Night – 5:02 (I. Linders/T. Scherpenzeel)

Lato 2
1. Crime of Passion – 3:30 (I. Linders/T. Scherpenzeel)
2. The Poet and the One Man Band – 4:10 (T. Scherpenzeel)
3. Ruthless Queen – 4:47 (I. Linders/T. Scherpenzeel)
4. No Man's Land – 4:00 (T. Scherpenzeel)
5. First Signs of Spring – 3:39 (T. Scherpenzeel)

## Formazione
- Edward Reekers – voce
- Johan Slager – chitarre
- Ton Scherpenzeel – tastiere
- Peter Scherpenzeel – basso
- Max Werner – percussioni
- Katherine Lapthorn – coro
- Irene Linders – coro